# キューバン・キャトル・ドッグ
キューバン・キャトル・ドッグ（英：Cuban Cattle Dog）は、キューバ原産の牧牛犬種である。

## 歴史
18世紀ごろに作出された犬種で、特殊な牧牛作業に適応させるため、さまざまな作業犬を掛け合わせて作られた。ベースとなったのはキューバン・マスティフで、改良に使われた作業犬はスペインの牧牛犬種であったといわれている。
本種は牧牛を専門として使役されていたが、他犬種では類を見ない特殊な働きをした。キューバへ輸入される肉牛は船に積まれてやってくるが、港へ到着すると牛は船から海へ突き落とされる。そこへ本種が2頭繰り出され、牛の両耳を口で引っ張って泳ぎ、誘導を行う。桟橋に向かわせるために慎重に牛を引きながら泳いでいき、牛の足が浅瀬に着いたことを確認すると耳を離し、再び泳いで引き返し、次の牛を誘導しに行く。これが本種の使役の全容である。溺れた牛は角を咥えて救出し、暴れる牛は耳を噛む強さを調節し、いうことをきかせた。尚、陸地での牧牛作業は通常本種の専門外で、そちらはキューバン・マスティフなどがつとめた。
本種は1839年に姿や性質などが描写され、出版された本によってその名を知られることになるが、その後牛の運搬スタイルが劇的に変化したため、仕事を失い20世紀ごろに絶滅してしまった。

## 特徴
その姿はグレート・デーンによく似ているとされる。筋肉質の体つきで脚が長く、上唇はやや長めである。目は小さく、耳は小さな垂れ耳、尾は飾り毛のない垂れ尾。しかし怪我を防止するため、尾は短めに断尾された。コートは粗いショートコートで、毛色はウルフ。目の上や耳には黒いマーキングが入る。大型犬サイズで、性格は知的で仕事熱心、状況判断力が高いが独立心も旺盛である。マスティフ系の犬種の血を引いているため勇敢で力が強いが、幾分か自制心があり、自分で力を制御することが出来る。とはいえ、飼育の際にはしっかりとしたしつけを行わないと主人に牙を向くこともあったという。尚、使役柄により、泳ぐことが得意である。